# Dedication
Dedication är det svenska hardcorebandet Raised Fists tredje studioalbum, utgivet i oktober 2002.

## Låtlista
Samtliga låtar skrivna av Raised Fist.
1. "Get This Right!" - 3:30
2. "That's Why" - 1:37
3. "Message Beneath Contempt" - 3:20
4. "The People Behind" - 2:17
5. "Disable Me" - 4:59
6. "Killing Revenues" - 2:59
7. "Illustration of Desperation" - 4:13
8. "Dedication" - 3:54
9. "Silence Is the Key" - 2:08
10. "Another Day" - 3:24
11. "Between the Demons" - 3:07